# St. Franziskus (Romsthal)

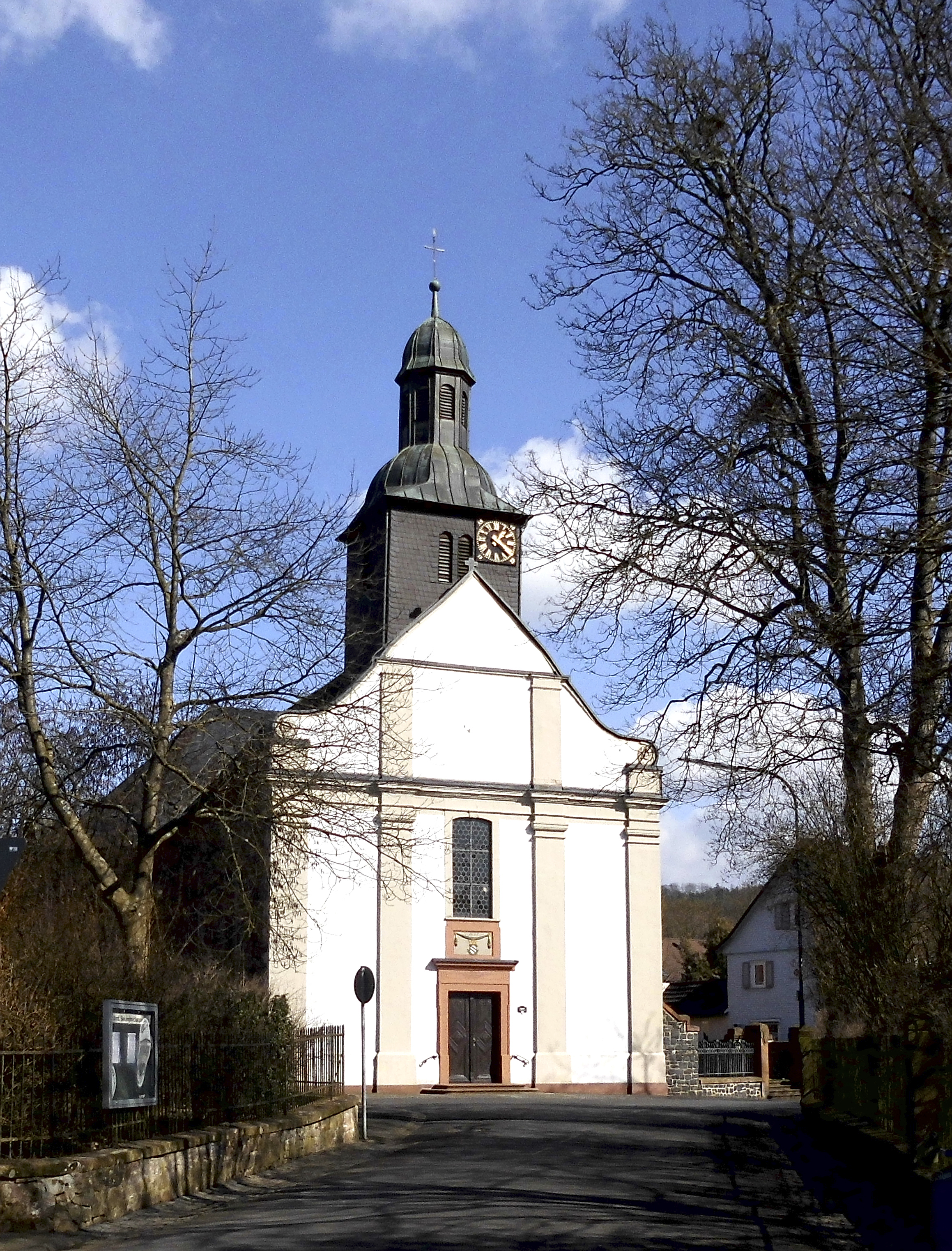
St. Franziskus (Romsthal)

Die römisch-katholische, denkmalgeschützte Kirche St. Franziskus steht in Romsthal, einem Stadtteil von Bad Soden-Salmünster im Main-Kinzig-Kreis in Hessen. Die Pfarrei gehört zum Pastoralverbund Hl. Kreuz-Salmünster-Kinziggrund im Dekanat Kinzigtal des Bistums Fulda. 

## Geschichte
Um unabhängig vom Franziskanerkloster Salmünster zu werden, plante im Jahre 1764 Franz Christoph von Hutten zum Stolzenberg, der die Grundherrschaft innehatte, den Bau einer eigenen Kirche. Sein Gesuch wurde vom Fürstbischof Heinrich von Bibra abgelehnt. Erst als die Herren von Hutten den Bauplatz und das nötige Baumaterial zur Verfügung stellten, wurde der Bauantrag am 6. April 1805 positiv beschieden.

## Baubeschreibung
Die spätbarocke Saalkirche aus Bruchsteinen mit einer verputzten Fassade wurde 1805/09 gebaut. Sie wurde durch den Bau eines Querschiffes 1905/07 zur Kreuzkirche erweitert. Der Anbau im Baustil des Barock hat die Form eines Achtecks. 
Der Hochaltar stammt aus dem 1803 aufgelösten Kapuzinerkloster Fulda. Das Altarretabel hat 1857 Peter Geist gefertigt, eine Nachbildung des Originals von Johann Andreas Herrlein. 1983 wurde der Innenraum neu gestaltet. Es entstand die Bergpredigt als Deckenmalerei im Querschiff. Die Orgel mit 21 Registern, zwei Manualen und einem Pedal wurde 1905 von Fritz Clewing gebaut. Sie wurde von Bernhard Schmidt 1960 umgebaut und 1961 von der Gebr. Späth Orgelbau neu intoniert.